# Compagnie des voies ferrées belges

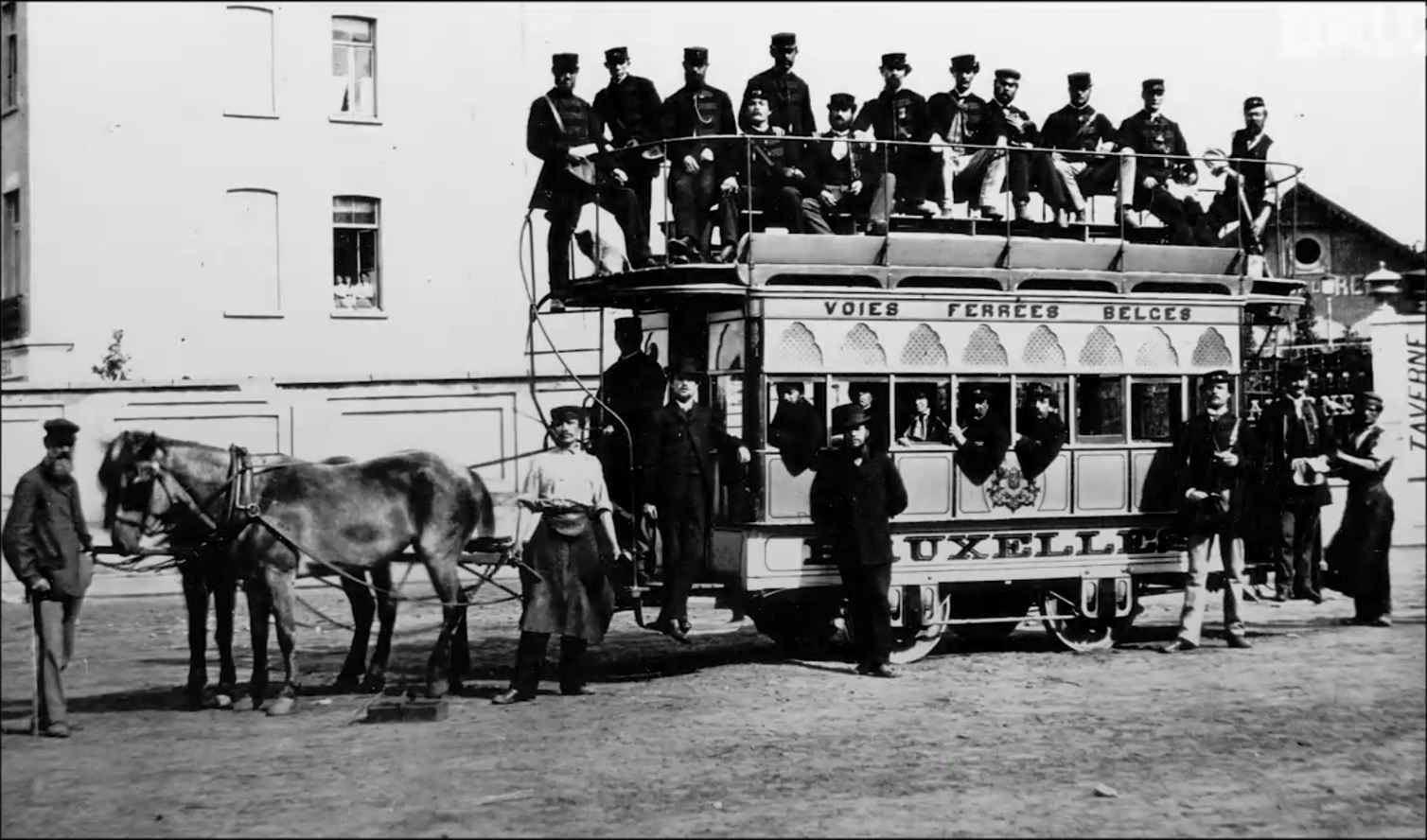
Tram de la Compagnie des voies ferrées belges (1874)

La Compagnie des voies ferrées belges, dite compagnie Morris & Sheldon est créée à Bruxelles en 1868 pour exploiter une ligne de chemin de fer américain entre Schaerbeek et le bois de la Cambre. La compagnie disparait en 1880, à la suite de la fusion avec la Belgian Street Railways and Omnibus Company Limited et la Société brésilienne des tramways pour former la société des Tramways bruxellois (TB).

## Note
1. ↑  « Histoire des transports en commun bruxellois - Rixke Rail's Archives », sur rixke.tassignon.be